# موش قطبی یقه‌دار
موش قطبی یقه‌دار یا لمینگ یقه‌دار (نام علمی: Dicrostonyx) سردهای از جوندگان تیرهٔ همسترهای دم‌کوتاه (Cricetidae) است. این سرده شامل لمینگ‌های یقه‌دار یا لامینگ‌های گونه‌گون است. آنها تنها جوندگان آمریکای شمالی هستند که در زمستان کاملاً سفید می‌شوند. این سرده دربر گیرندهٔ گونه‌های زیر است:
- موش قطبی یقه‌دار شمالی (Dicrostonyx groenlandicus)
- موش قطبی یقه‌دار اونگاوا (Dicrostonyx hudsonius)
- موش قطبی یقه‌دار نلسون (Dicrostonyx nelsoni)
- موش قطبی یقه‌دار کوه‌های اوجیلوی (Dicrostonyx nunatakensis)
- موش قطبی یقه‌دار ریچاردسون (Dicrostonyx richardsoni)
- موش قطبی شمالگان (Dicrostonyx torquatus)
- موش قطبی یقه‌دار اونالاسکا (Dicrostonyx unalascensis)